# ديفيد ستينز
ديفيد ماكنزي ستينز (وسام كندا، ووسام أنونتاريو) (من مواليد 8 أغسطس 1946) هو ناقد أدبي كندي وأستاذ جامعي وكاتب ومحرر.
ولد ستينز في تورنتو ، أونتاريو ، ودرس في جامعة تورنتو ، حيث حصل على درجة البكالوريوس في عام 1967 ، وفي جامعة هارفارد ، حيث حصل على درجة الماجستير في عام 1968 والدكتوراه في عام 1973.
بعد حياته المهنية في جامعة هارفارد ، وجامعة الأمير إدوارد آيلاند ، وكلية سميث ، وكلية ماونت هوليوك ، وأوماس أمهيرست ، أصبح ستينز الآن أستاذًا للغة الإنجليزية في جامعة أوتاوا.  
يتخصص ستينز في ثلاثة مجالات معينة: الآداب في العصور الوسطى والفيكتورية والكندية ، مع اهتمام خاص بالعلاقة بين الأدب وسياقه الاجتماعي.
درس ستينز في دراساته للأدب في العصور الوسطى تطور التقاليد الرومانسية ، مما أدى إلى ترجمة تاريخية جديدة للحكايات الكلاسيكية لكريتيان دي تروا: الرومانسية الكاملة لكريتيان دي تروا (1990).  وهو أيضًا مرجع في أساطير آرثر.
وهو نشط بشكل خاص في مجال الدراسات الكندية ، على سبيل المثال ، كمحرر للمجلة العلمية Journal of Canadian Poetry منذ عام 1986 والمحرر العام لسلسلة McClelland and Stewart's New Canadian Library منذ عام 1988. وقد نشر عددًا من مجموعات المقالات الرئيسية ، بما في ذلك  The Canadian Imagination (1977) ، وهو كتاب قدم الأدب الكندي والنقد الأدبي للجمهور الأمريكي ، بالإضافة إلى دراسات عن مورلي كالاغان و ستيفين ليكوك.
كما أنه مهتم أيضًا بالزراعة ، ولا سيما تربية المواشي. 
حصل ستينز على ميدالية لورن بيرس من الجمعية الملكية الكندية في عام 1998. وكان أيضًا عضوًا في لجنة تحكيم جائزة جيلر في أعوام 1994 و 1995 و 1996 و 2003. وفي عام 2005 ، حصل على زمالة الجمعية الملكية الكندية.  في عام 2011 ، حصل على وسام أونتاريو لمساعدته في تأسيس جائزة جيلر ، وهي أعلى جائزة في كندا للخيال ، وجائزة تشارلز تايلور للأدب غير الخيالي.  في عام 2011 ، حصل على وسام كندا «لمساهماته كبطل للأدب الكندي وموجه للكتاب الشباب.»

## روابط خارجية
http://www.english.uottawa.ca/faculty/dstaines.html نسخة محفوظة 8 يناير 2014 على موقع واي باك مشين.